# Staunton River State Park
Der Staunton River State Park ist ein State Park im Halifax County in Virginia. Er befindet sich am westlichen Ende des John H. Kerr Reservoirs und rund 20 km östlich der Kleinstadt South Boston. Erreichbar ist er von Scottsburg über die eigens errichtete State Route 344.

## Geschichte
1926 beschloss das Parlament Virginias ein System von Staatsparks zu schaffen. Unter den ersten sechs State Parks, die in den verschiedenen Regionen Virginias errichtet werden sollten, befand sich der Staunton River State Park im östlichen Piedmont Südvirginias. 1933 erwarb die Virginia State Commission on Conservation and Development 4,84 km² Farmland am Zusammenfluss von Dan River und Roanoke River. Erschlossen wurde das Gebiet vom Civilian Conservation Corps als Arbeitsbeschaffungsmaßnahme im Rahmen des New Deals. Das CCC baute verschiedene touristische Einrichtungen, darunter Wanderwege, ein Schwimmbad, Camping- und Picknick-Plätze sowie mehrere Ferienhütten. Diese sind zum Teil heute noch erhalten und stehen zusammen mit weiteren Bauwerken seit 2007 als  Staunton River State Park Historic District unter Denkmalschutz im National Register of Historic Places.
Der Park wurde 1936 eröffnet und bis zum Zweiten Weltkrieg weiter ausgebaut. Seine Fläche betrug schließlich 7,19 km². Der Bau der Kerr-Staumauer am Roanoke River führte 1952 zu einigen Veränderungen. Ein Teil des State Parks wurde überschwemmt, der neu entstandene See brachte aber auch neue touristische Möglichkeiten. Eine Bootsrampe ermöglicht den Zugang zum knapp 200 km² großen – in Virginia auch Buggs Island Lake genannten – John H. Kerr Reservoir. Der Park hat heute, nach mehreren Erwerbungen seit den 1950er Jahren, eine Fläche von 9,7 Quadratkilometern.
Namensgebend für den State Park war eine lokale Bezeichnung für den Roanoke River. In Süd-Virginia erhielt der Fluss den Namen in Erinnerung an den Offizier Captain Henry Staunton, der mit seiner Kompanie vor der Amerikanischen Revolution am Mittellauf des Roanoke patrouillierte.